# UPK3A
UPK3A (англ. Uroplakin 3A) – білок, який кодується однойменним геном, розташованим у людей на короткому плечі 22-ї хромосоми. Довжина поліпептидного ланцюга білка становить 287 амінокислот, а молекулярна маса — 30 670.
| 10         |  | 20         |  | 30         |  | 40         |  | 50         |
| ---------- |  | ---------- |  | ---------- |  | ---------- |  | ---------- |
| MPPLWALLAL |  | GCLRFGSAVN |  | LQPQLASVTF |  | ATNNPTLTTV |  | ALEKPLCMFD |
| SKEALTGTHE |  | VYLYVLVDSA |  | ISRNASVQDS |  | TNTPLGSTFL |  | QTEGGRTGPY |
| KAVAFDLIPC |  | SDLPSLDAIG |  | DVSKASQILN |  | AYLVRVGANG |  | TCLWDPNFQG |
| LCNAPLSAAT |  | EYRFKYVLVN |  | MSTGLVEDQT |  | LWSDPIRTNQ |  | LTPYSTIDTW |
| PGRRSGGMIV |  | ITSILGSLPF |  | FLLVGFAGAI |  | ALSLVDMGSS |  | DGETTHDSQI |
| TQEAVPKSLG |  | ASESSYTSVN |  | RGPPLDRAEV |  | YSSKLQD    |  |            |

A: Аланін

C: Цистеїн

D: Аспарагінова кислота

E: Глутамінова кислота

F: Фенілаланін

G: Гліцин

H: Гістидин

I: Ізолейцин

K: Лізин

L: Лейцин

M: Метіонін

N: Аспарагін

P: Пролін

Q: Глутамін

R: Аргінін

S: Серин

T: Треонін

V: Валін

W: Триптофан

Задіяний у такому біологічному процесі, як альтернативний сплайсинг. 
Локалізований у мембрані, ендоплазматичному ретикулумі.